# Cikloartenol 24-C-metiltransferaza
Cikloartenol 24--metiltransferaza (EC 2.1.1.142, sterolna C-metiltransferaza) je enzim sa sistematskim imenom S-adenozil--metionin:cikloartenol 24--metiltransferaza. Ovaj enzim katalizuje sledeću hemijsku reakciju
-adenozil--metionin + cikloartenol {\displaystyle \rightleftharpoons } -adenozil-L-homocistein + (24R)-24-metilcikloart-25-en-3beta-ol
-adenozil--metionin metiluje Si stranu 24(25)-dvostruke veze eliminacijom atoma vodonika sa pro-Z metil grupe na C-25.

## Literatura
- Nicholas C. Price; Lewis Stevens (1999). Fundamentals of Enzymology: The Cell and Molecular Biology of Catalytic Proteins (Third изд.). USA: Oxford University Press. ISBN 019850229X.
- Eric J. Toone (2006). Advances in Enzymology and Related Areas of Molecular Biology, Protein Evolution (Volume 75 изд.). Wiley-Interscience. ISBN 0471205036.
- Branden C; Tooze J. Introduction to Protein Structure. New York, NY: Garland Publishing. ISBN 0-8153-2305-0.
- Irwin H. Segel. Enzyme Kinetics: Behavior and Analysis of Rapid Equilibrium and Steady-State Enzyme Systems (Book 44 изд.). Wiley Classics Library. ISBN 0471303097.

## Spoljašnje veze
- Cycloartenol+24-C-methyltransferase на 